# 猿人｜ENJIN Inc. (広告代理店)
猿人｜ENJIN Inc.（エンジン）は、東京都世田谷区に本社を置く広告代理店。「おもしろい仕事。おもしろい会社。」を経営理念とし、「顧客の繁盛」さらには「社会の繁盛」をプロデュースすることを事業目的に置く。オフィスは三軒茶屋キャロットタワー。

## 歴史

### 株式会社マッキャン・エリクソンのクリエイティブエージェンシーとして誕生
2007年7月、最先端のマーケティング＆コミュニケーションブティックとして、外資系最大手の広告会社（株）マッキャンエリクソンのグループ会社「猿人(ENJIN)」を設立。

### 独立系クリエイティブエージェンシーとして再始動
2012年7月　株式会社マッキャンワールドグループホールディングスよりMBOにより独立。新たに株式会社ENJIN（同社名）を設立。
大手広告代理店グループと資本関係を持たない独立系クリエイティブエージェンシーとして活動を開始した。

## 主要なクライアント
- 全日本空輸
- 野村證券
- ニチレイ
- セブン‐イレブン
- 日本政府観光局
- UCC上島珈琲
- Google
- クロックス
- マツダ
- ロッテ
- 日産自動車
- アディダス

## 主な広告賞
アジア最大級の広告賞Spikes Asiaにおいて、2年連続でインディペンデント・エージェンシー・オブ・ザ・イヤーで3位に選出される。また、2016年同広告賞のデジタルクラフト部門でグランプリを受賞し、翌2017年にはフィルム・クラフト部門でシルバーとブロンズを受賞している。2010年、2013年、2015年に続き、2017年もグッドデザイン賞を受賞。